# Kościół św. Jana Chrzciciela w Trzciance
Kościół parafialny pw. św. Jana Chrzciciela w Trzciance – zabytkowy kościół, należący do parafii rzymskokatolickiej pod tym samym wezwaniem, wzniesiony w latach 1914–1915 w stylu neobarokowym, usytuowany w centrum Trzcianki.

## Historia
Świątynia została wybudowana w miejscu poprzedniego kościoła pw. św. Jana Chrzciciela. Poprzedni kościół, wybudowany w 1835 roku w stylu neoromańskim mógł pomieścić około pięciuset wiernych i okazał się zbyt mały dla przybywających z każdym rokiem parafian. Pierwsze plany wybudowania nowego kościoła pojawiły się już na samym początku XX wieku, lecz władze niemieckie nie wydały zezwolenia na jego budowę. Dopiero dzięki staraniom ówczesnego proboszcza, Alojzego Bucksa, można było postawić nową świątynię. Na czas trwania budowy nabożeństwa odbywały się w salce parafialnej, która istnieje do dzisiaj. 
W latach 80. kościół przeszedł gruntowny remont. W trakcie prac na wieży kościelnej odkryto metalową skrzynkę, zostawioną przez budowniczych kościoła na początku XX w. Kaseta zawierała m.in. rys historyczny trzcianeckiej parafii, wydanie gazety „Schönlanke Zeitung”, fotografię kościoła w budowie oraz kilka monet. Znaleziska zamknięto z powrotem w skrytce i dołączono do niej dokumenty ilustrujące lata 80.

## Architektura

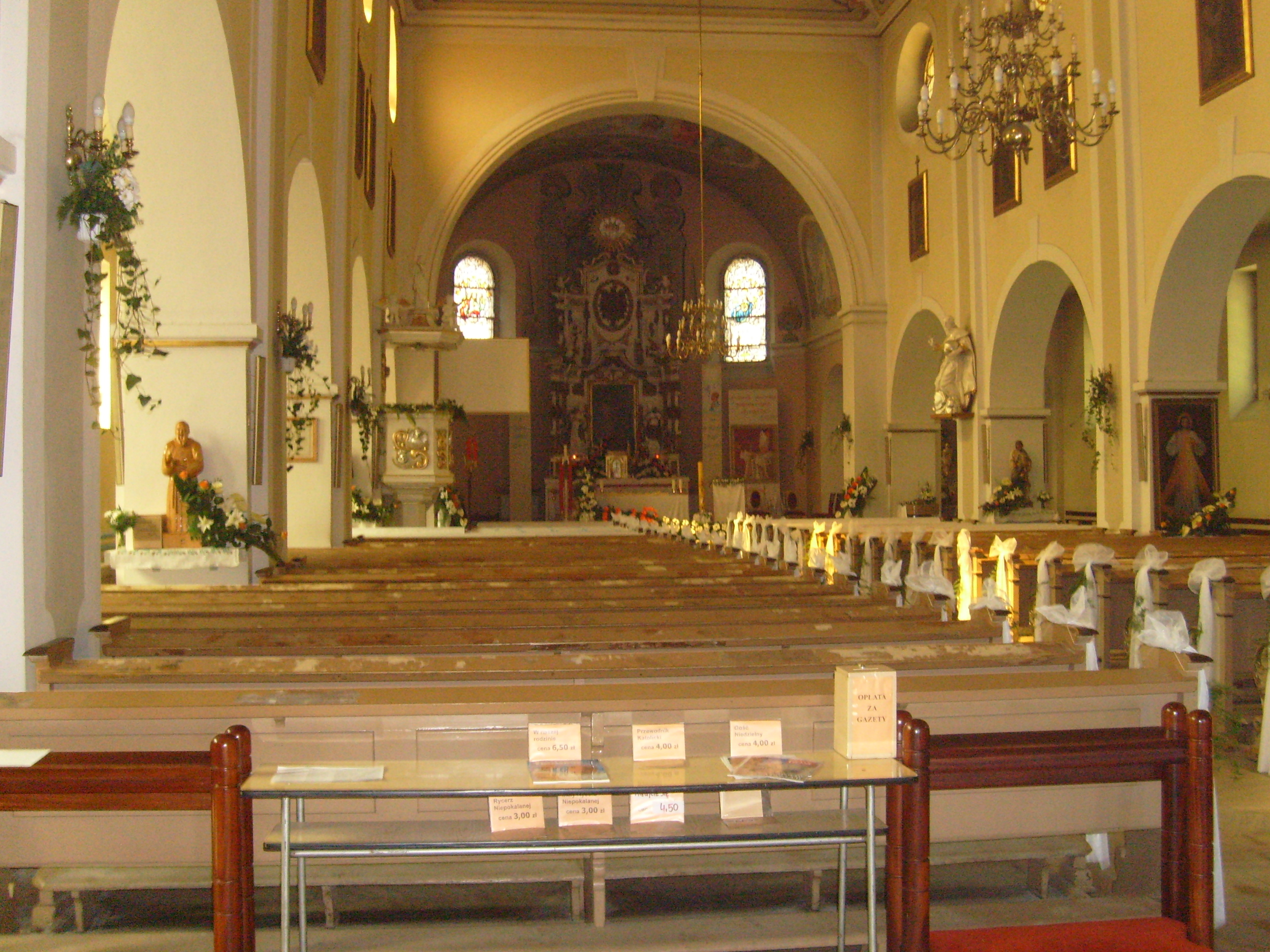
Wnętrze świątyni

Kościół pw. św. Jana Chrzciciela jest budynkiem trójnawowym, bazylikowy z asymetrycznie usytuowaną wieżą.

## Wyposażenie
Główny ołtarz pochodzi z początków XVIII wieku i jest utrzymany w stylu barokowym. Na środku ołtarza znajduje się neobarokowy obraz św. Jana Chrzciciela z końcówki dziewiętnastego stulecia. Rokokowe ołtarze w dwóch nawach bocznych pochodzą z drugiej połowy XVIII w. 
W kościele znajdują się rzeźby św. Rocha, św. Bernarda, św. Franciszka oraz Chrystusa Króla z pierwszej połowy osiemnastego stulecia. Nad głównym wejściem znajduje się empora wsparta na trzech kolumnach. W kruchcie kościoła widnieją tablice pamiątkowe, poświęcone żołnierzom Armii Krajowej oraz Sybirakom. Na jednym z filarów znajduje się również tablica upamiętniająca księdza Tadeusza Ptaka, pierwszego powojennego proboszcza parafii.
Kościół znajduje się w rejestrze zabytków województwa wielkopolskiego pod numerem A-524 z 26 czerwca 1985 r.